# Brennisteinn
Brennisteinn è un singolo del gruppo musicale islandese Sigur Rós, pubblicato il 25 marzo 2013 come primo estratto dal settimo album in studio Kveikur.

## Descrizione
Traccia d'apertura del disco, il brano si caratterizza per sonorità più pesanti rispetto a quanto operato dal gruppo con il precedente album Valtari, avvicinandosi a uno stile prettamente industrial rock grazie alla batteria e alle percussioni tipiche del genere, oltre a una linea distorta di basso.

## Video musicale
Il video è stato reso disponibile il 22 marzo 2013 e alterna scene dei Sigur Rós eseguire il brano in un'ambientazione nera con altre in cui un gruppo di persone squartano un prigioniero che rivela al suo interno viscere luminose.

## Tracce
Download digitale – 1ª versione, CD promozionale (Regno Unito)
1. Brennisteinn – 7:55

Download digitale – 2ª versione
1. Brennisteinn – 7:44
2. Ofbirta – 4:12
3. Hryggjarsúla – 5:04
4. Brennistein (Blanck Mass Instrumental Remix) – 10:40

## Formazione
Gruppo
- Jón Þór Birgisson – voce, chitarra, tastiera
- Orri Páll Dýrason – batteria
- Georg Hólm – basso

Altri musicisti
- Daníel Bjarnason – arrangiamento strumenti ad arco
- Una Sveinbjarnardóttir – strumenti ad arco
- Pálína Árnadóttir – strumenti ad arco
- Þórunn Ósk Marinósdóttir – strumenti ad arco
- Margrét Árnadóttir – strumenti ad arco
- Borgar Magnason – strumenti ad arco
- Eiríkur Orri Ólafsson – arrangiamento ottoni, ottoni
- Bergrún Snæbjörnsdóttir – ottoni
- Sigrún Jónsdóttir – ottoni

Produzione
- Sigur Rós – produzione, registrazione
- Alex Somers – registrazione, missaggio
- Birgir Jón Birgisson – registrazione
- Rich Costey – missaggio
- Elisabeth Carlsson – assistenza al missaggio
- Chris Kasych – assistenza al missaggio
- Eric Isip – assistenza al missaggio
- Laura Sisk – assistenza al missaggio
- Ted Jensen – mastering
- Valgeir Sigurðsson – registrazione strumenti ad arco

## Classifica
| Classifica (2013) | Posizione massima |
| ----------------- | ----------------- |
| Islanda           | 14                |